# Goldman Sachs
El Grupo Goldman Sachs (The Goldman Sachs Group, Inc.) o simplemente Goldman Sachs (GS) es uno de los grupos de banca de inversión y de valores más grande del mundo. Fue fundado en 1869.
Durante la crisis financiera de Estados Unidos del 2008 y ante la posibilidad de afrontar la bancarrota, el 21 de septiembre de 2008, Goldman Sachs recibió la autorización por la Reserva Federal (FED) para dejar de ser un banco de inversión y convertirse en un banco comercial.
Entre sus antiguos empleados están tres Secretarios del Tesoro de Estados Unidos: Henry Paulson, que sirvió bajo los mandatos de Bill Clinton y George W. Bush; Fischer Black, (coautor de la fórmula de Black-Scholes, trabajo con el que Merton y Scholes recibieron el premio Nobel de Economía en 1997) y Romano Prodi, dos veces primer ministro de Italia y también presidente de la Comisión Europea, así como el tercer presidente del Banco Central Europeo, Mario Draghi.

## Historia

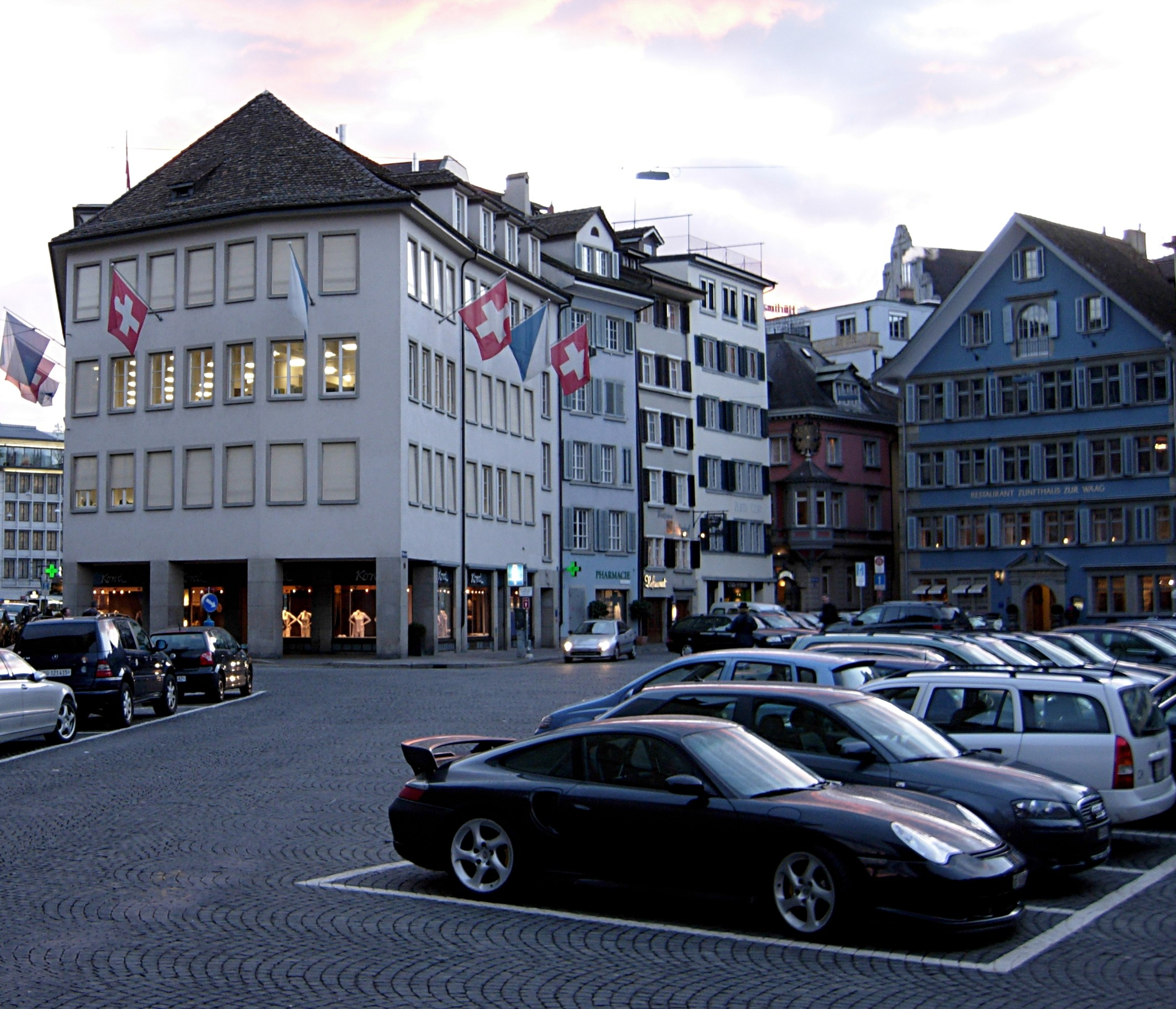
Oficinas del Grupo Económico Goldman Sachs en Fraumünsterplatz, Zúrich (el edificio con luces encendidas de la izquierda).

El grupo Goldman Sachs fue fundado en 1869 por Marcus Goldman y tiene su sede principal en la Baja Manhattan en Nueva York, en el número 200 de la calle West Street. En 1882, El yerno de Goldman, Samuel Sachs, se une a la firma. Tres años después, Goldman contrata a su hijo Henry y a su otro yerno, Ludwig Dreyfuss, lo que motivó el cambio de nombre a Goldman Sachs & Co. En 1898, el capital de la firma era de $1,6 millones.
La compañía se dio a conocer como pionera en la emisión de letras de cambio no garantizadas para empresarios y fue invitada a unirse a la Bolsa de Nueva York en 1896.
A principios del siglo XX, Goldman jugó un papel principal en el establecimiento de las ofertas públicas de venta (OPV) en el mercado. Llegó a manejar la más grande OPV de la época, aquella de Sears, Roebuck and Company en 1906. La amistad de Henry Goldman con su dueño, Julius Rosenwald, fue instrumental para obtener el acuerdo. Otras adquisiciones siguieron, incluyendo F. W. Woolworth y Continental Can. Henry S. Bowers se convierte en 1912 en el primer socio de la compañía no perteneciente a la familia fundadora en recibir parte de la ganancia.
Henry Goldman renuncia en 1917 ante la presión ejercida por otros socios por su postura pro-alemana. La familia Sachs asume control total de la compañía hasta 1918, cuando Waddill Catchings asume su rol. Diez años después se convierte en el socio mayoritario. La compañía adquiere un interés mayoritario en Merck & Co. en 1919, y General Foods en 1922.
En 1928 lanzó la Goldman Sachs Trading Corp., algo parecido a un fondo común de inversión. El mismo cayó durante la Gran Depresión, Goldman siendo acusado de manipulación del mercado e insider trading.

### 1930-1980
Durante la Gran Depresión, la firma echa a Catchings, y Sidney Weinberg asume el rol de socio mayoritario, transicionando el enfoque de Goldman hacia la banca de inversión. Bajo su liderazgo, Goldman asesoró a Ford Motor Company en su oferta pública de venta en 1956. También creó una división de investigación de inversiones.
La firma  comienza a trabajar en arbitraje.
Gus Levy se une en los años 50 como un operador de valores en una época en la que Goldman pelea por distinguirse entre una firma de banca de inversión y una de securities. Levy se especializaba en "block trading", así virando el enfoque de la compañía. En 1957 la sede de la compañía se muda a Broad Street, Nueva York.
En 1969, Levy supersede a Weinberg como socio mayoritario. Levy fue conocido como habiendo definido la filosofía de ser glotones de largo plazo, en la que pérdidas del momento serían  aceptables si las inversiones proveen dinero más adelante. Weinberg permaneció como socio hasta su muerte en julio de ese año.
Otra crisis financiera para la compañía occurió en 1970 cuando Penn Central Transportation Company se declara en bancarrota. Los juicios resultantes, notablemente por la SEC amenazaron la supervivencia de la firma. Esta bancarrota fue la predecesora de lo que hoy conocemos como calificación de crédito.
Bajo la directiva de Stanley R. Miller la firma abre su primera sucursal internacional en Londres en 1970. John Weinberg, hijo de Sidney Weinberg, y John C. Whitehead asumen como socios mayoritarios conjuntos en 1976 e introducen 14 principios de negocios como su legajo.

### 1981-2000
El 16 de noviembre de 1981, la firma adquiere la empresa de negociación de productos básicos J. Aron & Company. J. Aron particularmente trabajaba con café y oro y el ejecutivo Lloyd Blankfein se une a la firma como resultado de la adquisición.
La sede de Goldman se muda a85 Broad Street en 1983, pemaneciendo en esta ldirección hasta 2009. En 1985 participó del mayor grupo de inversión en activos inmobiliarios hasta ese momento. Durante la disolución de la Unión Soviética la firma asesoró a compañías durante las privatizaciones de parte de sus gobiernos.
La firma forma Goldman Sachs Asset Management en 1986, manejando la mayoría de sus fondos mutuales y fondos de cobertura. El mismo año se une a la Bolsa de Londres y de Tokio. Durante esta década crea la primera oferta pública de bonos descontados. En 1988 ayuda alState Bank of India a obtener una calificación de crédito y emitir US$200 000 000 (doscientos millones de dólares) en el mercado de valores de los Estados Unidos.
Robert Rubin y Stephen Friedman asumen como colíderes ejecutivos en 1990. Ese mismo año la firma introduce trading electrónico en la Bolsa de Nueva York. Rubin deja la compañía en 1992 para trabajar para la Presidencia de Bill Clinton. La compañía lanza el Goldman Sachs Commodity Index (GSCI) en 1994, y abre su primera oficina en China. En 1994 Jon Corzine se convierte en CEO posterior al retiro de Friedman como socio general.
Rubin fue criticado por el Congreso  por haber usado una cuenta estatal para distribuir US$20 000 000 000 (veinte mil millones de dólares) para rescatar bonos mexicanos distribuidos por Goldman. La Bolsa Mexicana admite a Goldman el 22 de noviembre de 1994. La crisis económica en México de 1994 amenazó con arruinar los bonos mexicanos pertenecientes a Goldman Sachs.
En 1994, Goldman financia el Rockefeller Center, en un acuerdo que le otorga interés comercial. Vende este interés a Tishman Speyer en 2000. En abril de 1996, Goldman actúa de aseguradora para la oferta pública inicial de Yahoo!. Similarmente dos años más tarde participa en la oferta de NTT DoCoMo, valuada en ¥2 000 000 000 (dos mil millones de yenes). Goldman adquiere Hull Trading Company por US$531 000 000 (quinientos treinta y un millones de dólares) en 1999. La compañía se convierte en pública a través de una oferta inicial en mayo de ese año. Goldman vende 12.6 % de la compañía al público, 48.3 % perteneciendo a 221 antiguos socios, 21.2 % a empleados, y el 17.9 % restante por socios retirados e inversores Sumitomo Bank Ltd. y Assn, la rama inversora de Kamehameha Schools. Durante el listado, las acciones figuraban a un valor de $53. Henry Paulson se convierte en director luego de la oferta, reemplazando a Jon Corzine.

### 2000-2007
En enero del año 2000, Goldman hace de gestor junto a Lehman Brothers de la primera oferta de bonos para el Banco Mundial por internet. Luego en septiembre Goldman Sachs compra Spear, Leeds, & Kellogg por US$6 300 000 000 (seis mil trescientos millones de dólares).
En el 2000, Goldman asesora a Jim y Janet Baker para la venta de Dragon NaturallySpeaking a Lernout & Hauspie por unos US$580 000 000 (quinientos ochenta millones de dólares) en acciones de L&H. L&H colapsa por frause, los Bakers denunciando a Goldman Sachs, por negligencia y misrepresentación dado que no advirtió de los problemas de contaduría detectados en L&H. Abogados de Goldman mantuvieron que no era responsabilidad propia. Un jurado federal le dio la razón a Goldman en enero de 2013.
En marzo de 2003 la firma obtiene una posición de 45 % en el banco de inversión australiano JBWere. Luego en abril adquiere The Ayco Company L.P.
Paulson deja la firma en mayo de 2006, para actuar como Secretario del Tesoro de los Estados Unidos, y Lloyd Blankfein se convierte en director y CEO.
Goldman y CanWest Global Communications adquieren Alliance Atlantis en enero de 2007, la compañía con derecho de distribución de CSI (franquicia).

### Crisis de las hipotecas subprime 2007-2008
Dado su rol financiero, Goldman Sachs sufrió profundamente como consecuencia de la crisis de las hipotecas subprime, recibiendo US$10 000 000 000 (diez mil millones de dólares) como inversión de parte del Departamento del Tesoro bajo su rescate conocido como el Troubled Asset Relief Program (TARP). El pago fue devuelto con interés en junio de 2009.
Durante la crisis, Goldman aprovechó el colapso de los bonos subprime vendiendo obligaciones colateralizadas por deuda. Michael Swenson y Josh Birnbaum son atribuidos responsabilidad por las ganancias sustanciales de la compañía durante la crisis. El par sumó US$4 000 000 000 (cuatro mil millones de dólares) en ganancia apostando en un colapso del mercado subprime, y con posiciones cortas en seguridades hipotecarias.
En octubre de 2007 Goldman Sachs fue criticado por vender hipotecas riesgosas como instrumentos de bajo riesgo.
Matthew Marshall Taylor, un trader con Goldman fue despedido en 2007 por esconder US$8 300 000 000 (ocho mil trescientos millones de dólares) en productos derivados del índice S&P 500 para proteger su bono anual. Las transacciones le costaron US$118 000 000 (ciento dieciocho millones de dólares) a la compañía. Taylor se declara culpable en 2013 y es sentenciado a 9 meses de prisión, y a devolver la pérdida millonaria.
El 21 de septiembre de 2008, Goldman Sachs y Morgan Stanley declaran que se convertirían en holdings bancarios. La Reserva Federal aprueba su petición, terminando el modelo de negocios como firmas de seguridades financieras por 75 años. El 23 de septiembre de 2008, Berkshire Hathaway acuerda comprar US$5 000 000 000 (cinco mil millones de dólares) en acciones de Goldman, prometiendo comprar otros 5 en cinco años. La compañía también recauda otros 5 con una oferta pública, ofreciendo acciones al precio de US$123. LEl Departamento del Tesoro invierte US$10 000 000 000 (diez mil millones de dólares) en acciones ese octubre, de parte del TARP.
Andrew Cuomo, el Fiscal General de Nueva York en ese entonces cuestiona la decisión de Goldman de pagar bonos a 953 empleados de al menos US$1 000 000 (un millón de dólares). El CEO Lloyd Blankfein junto a seis otros ejecutivos optan por no tomar sus bonos, declarando que era lo correcto dado la culpabilidad del sector en la crisis económica. El banco paga su deuda por el TARP en junio de 2009, con 23 % en interés (pagados en dividendos y en canjes de garantías). El 18 de marzo de 2011, Goldman es autorizado por la Reserva Federal para comprar sus acciones mantenidas por Berkshire. Goldman anuncia que a fines de 2009 pagaría bonos a sus primeros 30 ejecutivos en acciones que no podrían vender por 5 años.
Durante la crisis, la Reserva Federal introdujo medidas para estabilizar los mercados. Goldman Sachs fue uno de los usuarios recurrentes de estos vehículos, tomando varios préstamos entre el 18 de marzo de 2008 y el 22 de abril de 2009. La Primary Dealer Credit Facility (PDCF), una unidad de la Reserva Federal para otorgar préstamos rápidos a banco, le dio US$589 000 000 000 (quinientos ochenta y nueve mil millones de dólares) en total contra garantías como valores respaldados por hipotecas. La Term Securities Lending Facility (TSLF), otorgando préstamos de duración mensual, le otorgó US$193 000 000 000 (ciento noventa y tres mil millones de dólares). Lo préstamos fueron repagados de acuerdo a las condiciones de los mismos.
En 2011, Goldman toma control de JBWere por $1 000 000 000 (mil millones de dólares).

### Global Alpha
Goldman Sachs anuncia en septiembre de 2011 que cerraría su fondo de cobertura Global Alpha Fund LP. Global Alpha hasta ese entonces se había convertido en uno de los fondos más grandes y con mejor resultados en el planeta, con fondos totales de más de $12 000 000 000 (doce mil millones de dólares) bajo administración en 2007. A mediados de 2008, estos fondos se habían reducido a dos mil millones y medio, y a US$1 700 000 000 (mil setecientos millones de dólares) en 2011.

### 2013-2015
En 2013, Goldman undefinancia la oferta en bonos para el Grand Parkway System Toll en Houston, Texas, por US$2 900 000 000 (dos mil novecientos millones de dólares), a ser pagados en peajes.
En abril de 2013, junto a Deutsche Bank, Goldman comanda una oferta en bonos para Apple Inc. valuada en $17 000 000 000 (diecisiete mil millones de dólares), hasta ese entonces la transacción corporativa más grande de la historia.
En junio de 2013, Goldman adquiere el portafolio prestamista de Suncorp Group. En septiembre de ese año Goldman también adquiere el negovcio de valor estable dentro de Deutsche Asset & Wealth Management.
En 2014 Goldman Sachs adquiere 18% de DONG Energy (ahora Ørsted A/S). La compra desencadenó protestas en Copenhague, la renuncia de seis ministros, y el retiro del Partido Socialista de la coalición del primer ministro Helle Thorning-Schmidt.
En enero de 2014, la Libyan Investment Authority (LIA) demanda a Goldman por $1 000 000 000 (mil millones de dólares) luego de que la firma perdiera 98 % de su inversión en 2007. En documentos judiciales, Goldman admite haber otorgado regalos, viajes y una pasantía para poder obtener acceso al fondo soberano de Libia. Jueza Vivien Rose adjudica en 2016 que la relación no se desvió de lo que una relación normal entre banco y cliente podría ser, y que las tarifas de Goldman para manejar los fondos no eran exorbitantes.
Goldman Sachs adquiere el GE Capital Bank de General Electric en septiembre de 2015.

### 2016-2020

Logo de Marcus by Goldman Sachs

En abril de 2016 Goldman Sachs lanza GS Bank, un banco directo. Empieza a ofrecer en octubre préstamos personales sin garantía bajo la marca Marcus by Goldman Sachs. En marzo de 2016 adquiere Honest Dollar.
En marzo de 2017 compra US$2 800 000 000 (dos mil ochocientos millones de dólares) en bonos PDVSA a 2022 del Banco Central de Venezuela durante las Protestas en Venezuela de 2017.
En abril de 2018 Goldman Sachs adquiere Clarity Money. En septiembre de ese año le compra Boyd Corporation a Genstar Capital por $3 000 000 000 (tres mil millones de dólares). En mayo de 2019 adquiere United Capital Financial Advisers.

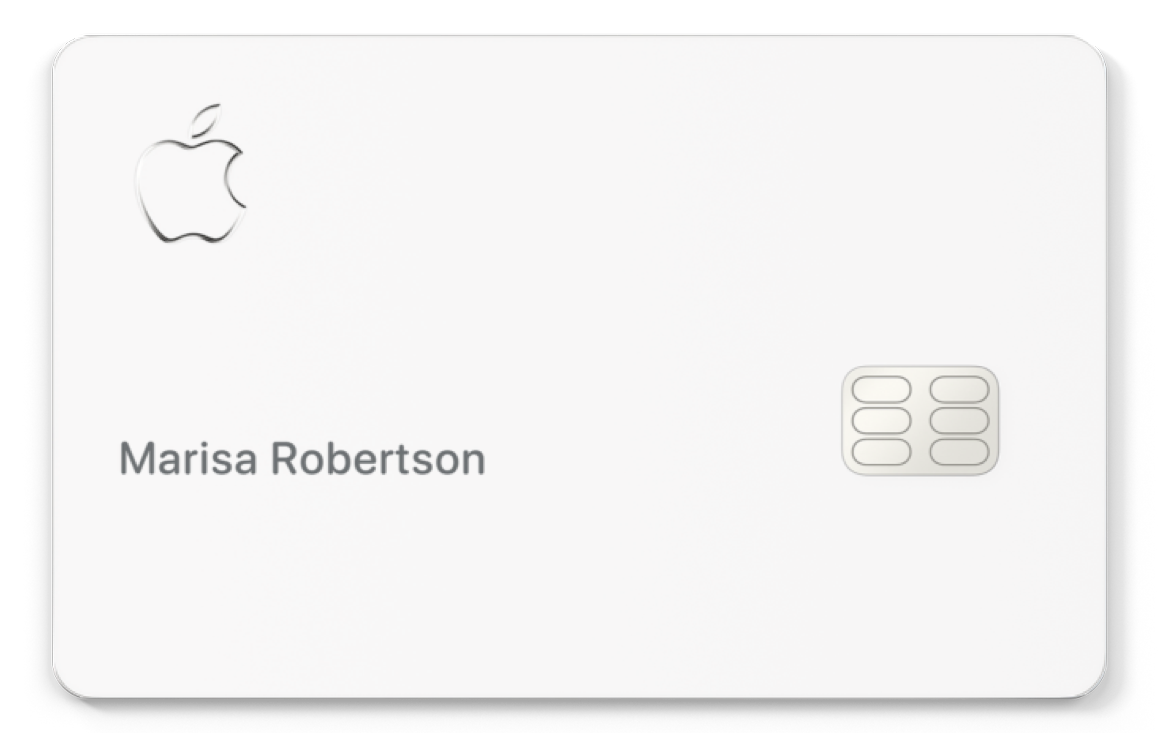
Una tarjeta Apple Card

En marzo de 2019, Apple y Goldman anuncian que lanzarían la Apple Card juntos, la primera tarjeta de crédito ofrecida por el banco.
Goldman Sachs fue multado por £34.4 millones en marzo de 2019 por el regulador londinense por haber declarado erróneamente millones de transacciones sobre la década anterior.
En diciembre anuncia que invertiría US$750 000 000 (setecientos cincuenta millones de dólares) en proyectos de transición climática y dejaría de invertir en exploración de petróleo en el Ártico y en algunos proyectos de carbono.

### 2020-presente
Goldman Sachs estuvo involucrado en el Escándalo del 1Malaysia Development Berhad. El banco pagó una multa de US$2 900 000 000 (dos mil novecientos millones de dólares) bajo la Ley de Prácticas Corruptas en el Extranjero, la mayor multa hasta ese momento. En julio de 2020, Goldman acuerda una liquidación de US$3 900 000 000 (tres mil novecientos millones de dólares) por cargos criminales relacionados al escándalo. Por cargos en otros países, Goldman acuerda pagar más de US$2 900 000 000 (dos mil novecientos millones de dólares), más de dos mil impuestos en los Estados Unidos.
Desde julio de 2020, la firma no maneja ofertas públicas iniciales a no ser que la compañía en cuestión tenga miembros de su junta "diversos", con un enfoque en mujeres, en los Estados Unidos y Europa.
En agosto de 2021, Goldman Sachs compra NN Investment Partners de NN Group por €1 700 000 000 (mil setecientos millones de euros). El siguiente mes adquiere GreenSky.
En marzo de 2022, Goldman Sachs anuncia su cierre de negocios en Rusia. El mismo mes adquiere NextCapital Group.
En junio de 2022, la firma ofrece su primer producto en crypto: Ether (ETH).
En septiembre de 2022 anuncia el despido de cientos de empleados como consecuencia de su informe de ganancias en julio.

## Datos generales
En el año 2006, Goldman Sachs tenía 26 500 empleados en todo el mundo, y reportó ganancias por US$9 540 000 000 (nueve mil quinientos cuarenta millones de dólares) y un récord de beneficio por acción de $19.69. Según el informe, el sueldo medio por empleado en 2006 alcanzaba los $622 000. El actual director ejecutivo oficial es David Michael Solomon.
Goldman Sachs se ha jactado de tener costumbre de generosas remuneraciones.
En varias películas de investigación sobre la crisis financiera del 2008, entre las que cabe destacar Capitalismo: Una historia de amor de Michael Moore, ha sido marcada como una de las responsables de fomentar y encauzar la crisis para beneficiar de los sectores ricos.

## Negocios

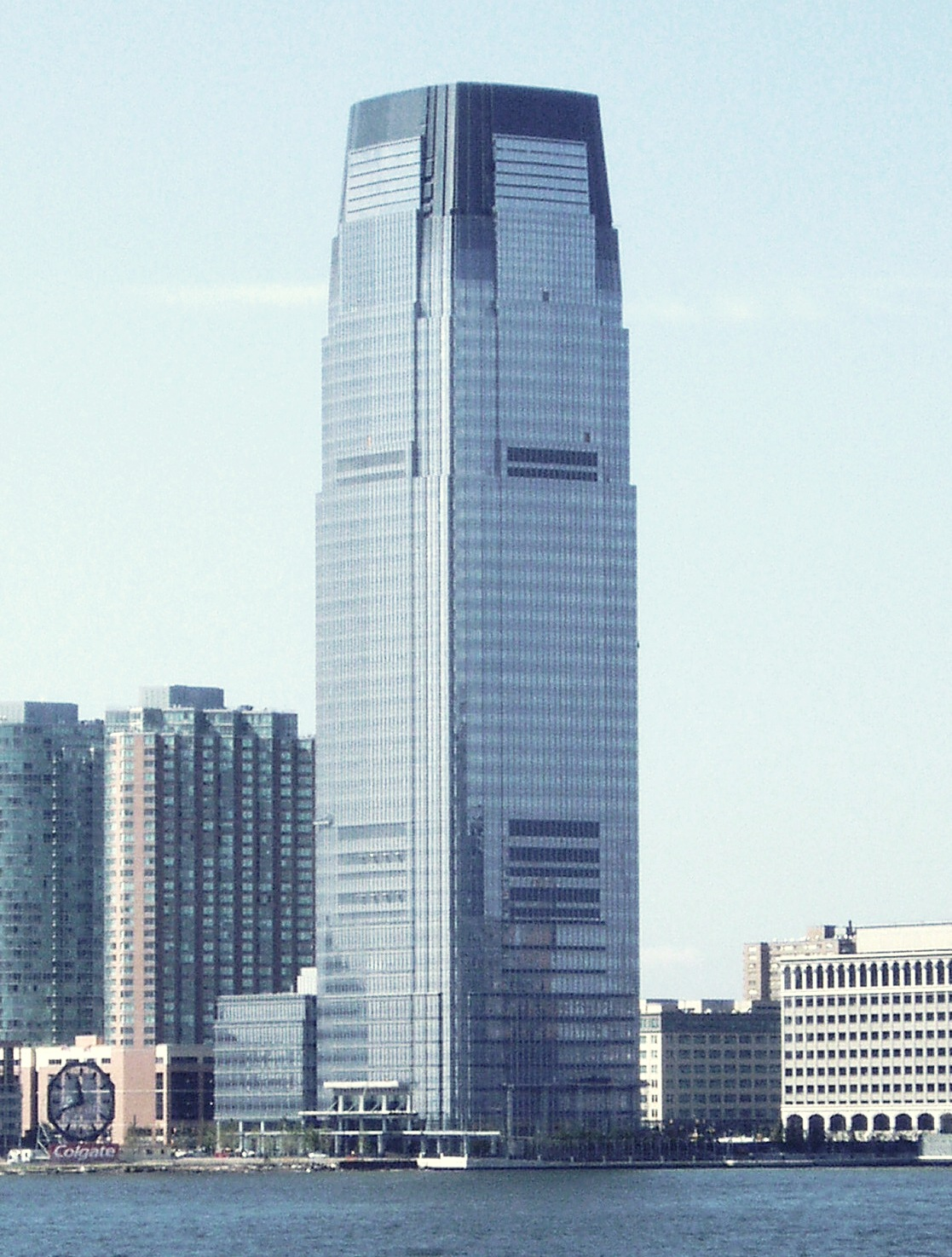
Torre de Goldman Sachs, en Jersey City, Estados Unidos.

La compañía está organizada en cuatro áreas de negocios: inversión bancaria, comercio, administración de activos y servicios de deuda.

### La inversión bancaria
La inversión Bancaria está dividida en dos partes:
1. Asesoría financiera: fusiones y adquisiciones, inversiones, actividades corporativas de la defensa, reestructuración y derivados.
2. Suscripciones: ofertas públicas y colocación privada de acciones, todo lo relacionado con las acciones y los instrumentos de deuda.

Goldman Sachs es uno de los bancos líderes en la Tabla de la Liga Financiera Thomson. En fusiones y adquisiciones ha ganado fama histórica por asesorar a clientes en ofertas públicas de adquisición. Por mucho tiempo, durante la década de los 80 fue el único gran banco de inversión con una política estricta en contra de ayudar iniciativas de ofertas públicas de adquisición, lo cual le dio una inmensa reputación a GS.
Esta primera área le aporta a GS un 15 % de su beneficio.
En sus inicios Goldman creó numerosas empresas mediante la emisión de acciones en bolsa de valores.

### Comercio e inversiones principales
El área de comercio e inversiones principales es la más grande de las tres y la responsable de los más grandes intereses. Esta se divide en tres áreas:
1. Renta fija, divisas y materias primas: comercio en tipos de interés y productos de crédito, seguros de hipotecas y préstamos, divisas y materias primas, productos estructurados y derivados.
2. Renta variable: comercio en acciones, productos relacionados con acciones, mercado de derivados, productos estructurados y ejecutar el comercio de clientes con acciones, opciones financieras y futuros en el mercado internacional.
3. Inversiones principales: inversión en el mercado bancario y de fondos.

Este segmento se deriva de las rentas y beneficios ganadas por la actividad comercial del banco tanto en nombre de sus clientes (conocidos como "comercio flotante") como por sus propias cuentas (conocidas como "comercio de propiedad").
Gran parte del comercio hecho por GS no es especulativo sino más bien en el terreno de hacer ofertas en el proceso actuando como creador de mercado. Por lo menos un 65 % de las rentas y comisiones de GS derivan de esta área y, a pesar de anteriores predicciones del banco que decían que esta área no crecería tan rápido como la división de inversión bancaria, lo cierto es que continúa siendo la principal dando como resultado la elección de Lloyd Blankfein como presidente y director oficial de operaciones, después de la salida de John Thain que pasó a dirigir la Bolsa de Nueva York en reemplazo de John L. Thornton que fue a una posición académica en China.

### Gestión de activos y servicios de valores
En cuanto a la división de la gestión de activos y servicios de activos, es una de las áreas de mayor crecimiento económico en GS e incluye las siguientes partes:
- Gestión de activos: ofrece a grandes instituciones y personas adineradas servicios de asesoría financiera, planeación de servicios y la administración de fondos comunes, así como de las llamadas inversiones alternativas (fondos de inversión libre, fondos de fondos, fondos de propiedad real y fondos privados de acciones).
- Los servicios de valores: esta división ofrece paquetes primarios de seguridad financiera, servicios financieros, seguridad de préstamos a fondos de inversión libre, fondos comunes, fondos de pensión, fundaciones e individuos de gran capital.

Esta área representó el 19 % de facturación para GS en 2006. En 2006, la administración de activos de GS fue la más grande de los Estados Unidos administrando $29 500 000 000 (veintinueve mil quinientos millones de dólares) de clientes.

### GS Capital Partners
GS Capital Partners es la filial de inversión privada de Goldman Sachs. Esta filial ha invertido más de $17 000 000 000 (diecisiete mil millones de dólares) durante los 20 años comprendidos entre 1986 y 2006. El fondo más prominente es el fondo GS Capital Partners V, el cual comprende más de 8 500 000 000 (ocho mil quinientos millones) en acciones.

## Predicciones
En diciembre de 2005, cuatro años después de su informe sobre las economías emergentes BRIC (Brasil, Rusia, India y China),  Goldman Sachs publicó su lista de los "próximos once" países en vías de un notable desarrollo económico teniendo en cuenta los criterios de estabilidad macroeconómica, madurez política, apertura al mercado y a la inversión, políticas de inversión y calidad en la educación. Los once países que reunían dichos criterios fueron los siguientes: Bangladés, Egipto, Indonesia, Irán, Corea del Sur, México, Nigeria, Pakistán, Filipinas, Turquía y Vietnam. La perspectiva del tiempo en 2014 indica la perspicacia del análisis de Goldman Sachs, sobre todo en los casos de Bangladés o en cierta medida Vietnam.

## Papel de Goldman Sachs durante la crisis de 2008
En medio de la crisis financiera de Estados Unidos del 2008 y ante la posibilidad de afrontar la bancarrota, el 21 de septiembre de 2008, Goldman Sachs recibió la autorización de la Reserva Federal para dejar de ser un banco de inversión y convertirse en un banco comercial (y por tanto poder recibir el apoyo financiero por parte del gobierno como otros bancos). Al día siguiente junto con el otro más grande banco de inversión, Morgan Stanley, Goldman Sachs confirmó que había llegado a su fin la era de los grandes bancos de inversión de Wall Street.
En el año 2008, Goldman Sachs recibió $10 000 000 000 (diez mil millones de dólares) del programa Troubled Asset Relief Program (TARP) del gobierno de los Estados Unidos. Debido a las restricciones incluidas en el programa, la firma tuvo restricciones en cuanto a las remuneraciones a sus empleados. Según Lloyd Blankfein, presidente de la firma, esto limitaría su capacidad de competir tanto en EE. UU como en el extranjero. El lunes 12, Goldman declaró que recaudaría $5 000 000 000 (cinco mil millones de dólares) mediante la venta de nuevas acciones normales a los inversores; el banco declaró además una ganancia neta trimestral de 1 810 000 000 (mil ochocientos diez millones de dólares).
El 16 de abril de 2010, la Comisión del Mercado de Valores de Estados Unidos (U.S. Securities and Exchange Commission —SEC—) acusó a Goldman Sachs de fraude por las hipotecas subprime. La SEC considera que están en el centro del fraude Fabrice Tourre, vicepresidente de Goldman, y señala también a John Paulson, gestor principal del fondo de inversión libre (hedge fund) Paulson&Co. Se considera a Goldman Sachs uno de los actores principales en la ocultación del déficit de la deuda griega.
Goldman Sachs estuvo involucrado en el origen de la crisis de la deuda soberana en Grecia, ya que ayudó a esconder el déficit de las cuentas griegas del gobierno conservador de Kostas Karamanlís. Concretamente Mario Draghi, presidente del Banco Central Europeo, había sido vicepresidente para Europa de Goldman Sachs, con cargo operativo, durante el período en que se practicó la ocultación del déficit. De hecho, en junio de 2011, preguntaron a Draghi en la Comisión de Asuntos Económicos y Monetarios del Parlamento Europeo por sus actividades en Goldman Sachs, en relación con el ocultamiento en Grecia.
A Goldman Sachs se le llama "la hidra" por su habilidad para infiltrarse en las más altas instancias de los Estados. Políticos clave en los Estados Unidos y en Europa han pasado previamente por Goldman Sachs. En lo referente al Viejo Continente, se puede mencionar a Mario Draghi, Mario Monti, Peter Sutherland, Petros Christodoulou, Lukás Papadimos, Karel van Miert y Otmar Issing, entre otros.
Su director ejecutivo, junto con los de AIG, Lehman Brothers, Bear Stearns, Merrill Lynch y Magnetar obtuvieron, por su gestión en la crisis financiera de 2008, el Premio Ig Nobel de Economía de 2010.

## Greg Smith y su carta de dimisión
Greg Smith, Jefe entonces de la división de negocio de productos derivados de Goldman Sachs US para Europa, Oriente Medio y África (Europe, the Middle East and África, EMEA), en su carta de dimisión publicada en marzo de 2012 en The New York Times, en la sección de opinión, contrapágina del editorial,  acusaba al presidente ejecutivo (CEO) de perder la cultura de la compañía, que Smith describía como la "salsa secreta que hizo esta empresa grande y nos permitió ganar la confianza de nuestros clientes durante 143 años". En lugar de esta cultura había un entorno "tóxico y destructivo" en el cual "los intereses de los clientes se dejaban continuamente de lado", los ejecutivos superiores describían a los clientes como "teleñecos" (muppets) y los colegas hablaban impertérritos de "esquilmar" a los clientes.
Como reacción, Goldman Sachs dijo que "solo tendremos éxito si nuestros clientes lo tienen", que "esta verdad fundamental está en la base de cómo nos conducimos en nuestros negocios" y que "no creemos que los comentarios [de Smith] reflejan la manera en que llevamos nuestros negocios." Más tarde, en 2012, Smith publicó un libro titulado Why I left Goldman Sachs. Este libro se ha publicado en español en 2013.